# Секс в большом городе (сезон 1)
«Секс в большом городе» (англ. Sex and the City) — американский сериал кабельного телевидения, широко транслировавшийся во многих странах мира, в том числе и в России. Сериал снят в формате 25 минутных эпизодов в 1998—2004 годах и повествует о сексуальных похождениях четырёх подруг в возрасте около 30 в начале сериала и 40 к его окончанию, разных по характеру и темпераменту, но объединенных свободными взглядами на жизнь в динамичной атмосфере Нью-Йорка.
В 2008 году состоялась премьера полнометражного кинофильма «Секс в большом городе», основанного на сериале.
Сериал был снят на основе одноимённой газетной колонки Кэндес Бушнелл.

## Сюжет
Кэрри Брэдшоу (Сара Джессика Паркер) — красивая, успешная жительница современного Нью-Йорка, автор колонки «Секс в большом городе». У неё есть три лучшие подруги — PR-менеджер Саманта Джонс (Ким Кэттролл), адвокат Миранда Хоббс (Синтия Никсон) и арт-дилер Шарлотта Йорк (Кристин Дэвис).
Они постоянно собираются вместе, чтобы обсудить свои амурные дела и ответить наконец на вопрос: «Зачем успешной женщине любовь, если можно довольствоваться потрясающим сексом без каких-либо обязательств?». И в то время как Саманта «пускается во все тяжкие», Шарлотта ищет искреннюю любовь, а Миранда — того, кто не будет её бояться, Кэрри встречает Мужчину своей мечты, «Супермена» (Крис Нот).
Однако их отношения оказываются весьма непростыми: перед самым вылетом на острова отдыхать, Кэрри спрашивает Супермена, готов ли тот к тому, чтобы Кэрри стала для него единственной на свете. Будучи неудовлетворённой полученным ответом, Кэрри решила порвать с Мужчиной своей мечты.

## Приглашённые звёзды
- Крис Нот — Мужчина Её Мечты
- Уилли Гарсон — Стэнфорд Блэтч
- Бен Уэббер — Скиппер Джонстон
- Тимоти Олифант — Сэм

## Эпизоды
| № общий | № в сезоне | Название                                                                | Режиссёр         | Автор сценария                 | Дата премьеры   |
| --- | ---------- | ----------------------------------------------------------------------- | ---------------- | ------------------------------ | --------------- |
| 1 | 1          | «Секс в большом городе» «Sex & The City»                                | Сьюзен Зейделман | Даррен Стар                    | 6 июня 1998     |
| На дне рождения Миранды, которой исполнилось 30 с небольшим, Кэрри и её подруги поклялись перестать беспокоиться о том, как найти идеального мужчину. Кэрри встречает Мистера Бига, Миранда начинает встречаться со Скиппером, Саманта как всегда проводит ночь с мужчиной, которого больше не встретит, а Шарлотта считает, что никогда не будет спать с мужчиной на первом свидании. Первая серия раскрывет тему "секса без чувств". |            |                                                                         |                  |                                |                 |
| 2 | 2          | «Модели и простые смертные» «Models & Mortals»                          | Элисон Маклин    | Даррен Стар                    | 14 июня 1998    |
| Кэрри берет интервью у парня, который спит исключительно с моделями и при этом тайно записывает свои любовные игры на видеокассеты. Он считает, что модель — это всего лишь безмозглая, красивая вещь. Однако с показа мод он ушёл не с моделью, а с Самантой, которая, узнав от Кэрри о тайной видеокамере, пришла в неописуемый восторг. Раскрытие главной темы — «Мужчины, которые встречаются с моделями» |            |                                                                         |                  |                                |                 |
| 3 | 3          | «Гавань противных женатиков» «Bay Of Married Pigs»                      | Николь Холофснэр | Даррен Стар                    | 21 июня 1998    |
| Знакомая пара приглашает Кэрри в гости. На утро хозяин дома встречает девушку без штанов. Коллеги Миранды из её юридической фирмы решили, что она лесбиянка и решили помочь ей устроить личную жизнь, познакомив с подходящей девушкой. Саманту, принявшую лишнего на вечеринке, привозит к себе ночевать Шарлотта, но слегка протрезвевшая Сэм решает соблазнить портье. |            |                                                                         |                  |                                |                 |
| 4 | 4          | «Мир мужчин, которым слегка за 20» «Valley Of The Twentysomething Guys» | Элисон Маклин    | Майкл Патрик Кинг              | 28 июня 1998    |
| После того, как Кэрри в очередной раз случайно столкнулась с мистером Бигом, он приглашает её на свидание. Однако у него постоянно возникают непредвиденные обстоятельства: то работа, то друг, которому нужно срочно поплакаться в чью-то жилетку. Кэрри все это надоедает, и она "глушит" своё раздражение в постели парнишки с пирсингом в языке. И ей это нравится до тех пор, пока она не сталкивается со всеми остальными "прелестями" двадцатилетнего любовника - в виде квартиры напополам с другом с ужасно грязной кухней. |            |                                                                         |                  |                                |                 |
| 5 | 5          | «Сила обольщения» «The Power Of Female Sex»                             | Сьюзен Зейделман | Дженджи Коэн и Даррен Стар     | 5 июля 1998     |
| Кэрри и её подруги отчаянно пытаются попасть в новый супер-модный ресторан «Бальзак», но по милости юной девушки-метрдотеля им это не удается. Чтобы развеять грусть-тоску Кэрри идет по магазинам и встречает свою приятельницу Амалиту — «тусовщицу мирового масштаба». Амалита — женщина-праздник, удачно превращающая свою красоту, шарм и энергию в путешествия, шикарные отели и дорогие подарки, которые оплачивают её весьма не бедные возлюбленные. После встречи с процветающей Амалитой Кэрри обнаруживает, что её финансовые дела идут просто ужасно — куча неоплаченных счётов и никаких видимых поводов для поступлений. И как раз в этот момент Амалита приглашает её в «Бальзак», где знакомит с потрясающим французским архитектором. Между ним и Кэрри вспыхивает неожиданный роман, продолжительностью в два дня. После потрясающей ночи в дорогом отеле архитектор уезжает, а Кэрри обнаруживает на тумбочке конверт для неё, где находит 1000 долларов. Кэрри задает себе вопрос: уместно ли эксплуатировать свою женскую привлекательность, получая от мужчин деньги? Выходит, что уместно. Но при следующем приглашении Амалиты познакомиться с очаровательным богачом Кэрри находит предлог, чтобы улизнуть с вечеринки. Тем временем знаменитый художник предложил Шарлотте поработать у него в качестве модели. Но для консервативной Шарлотты это заманчивое предложение оборачивается чистым испытанием — ведь художник рисует обнаженную натуру, а точнее — самую интимную часть женской обнаженной натуры… Скипер не дает Миранде прохода… Кэрри неожиданно приходит на выручку всемогущей девушке-метрдотелю «Бальзака», выручив её срочно необходимым предметом гигиены, и теперь двери «Бальзака» всегда открыты для Кэрри и её подруг. |            |                                                                         |                  |                                |                 |
| 6 | 6          | «Тайный секс» «Secret Sex»                                              | Майкл Филдс      | Даррен Стар                    | 12 июля 1998    |
| Очень часто мы близко общаемся с людьми, но не имеем большого желания представлять их своим друзьям. Кэрри и мистер Биг ужинают в неприметном ресторанчике, где Кэрри встречает своего приятеля с его новой подругой — милой, обаятельной, очень сексуальной, но… полноватой и простоватой продавщицей из отдела молочных товаров. Приятель признается Кэрри, что он без ума от своей новой девушки, однако она так не подходит к его имиджу, так не вписывается в круг знакомых, что он вынужден встречаться с ней в таких затерянных ресторанчиках, чтобы их никто не увидел вместе. Кэрри неожиданно сама начинает замечать, что мистер Биг будто скрывает от друзей свои отношения с ней: ведь не зря же он привел и её в это тихое местечко! Тем временем Миранда узнает очень интересные вещи о своем новом друге… |            |                                                                         |                  |                                |                 |
| 7 | 7          | «Моногамия: За или против» «The Monogamists»                            | Даррен Стар      | Даррен Стар                    | 19 июля 1998    |
| Кэрри хочет, чтобы их отношения с мистером Бигом были прочными и моногамными. А чувства Миранды к Скиперу возрастают, когда она видит его с другими девушками. Новый бойфренд Шарлотты выдвигает ей очень интересные требования. |            |                                                                         |                  |                                |                 |
| 8 | 8          | «Третий лишний» «Three's A Crowd»                                       | Николь Холофснэр | Дженни Бикс                    | 26 июля 1998    |
| Кэрри узнает, что мистер Биг не только был женат, но и о том, что и он, и его бывшая супруга любили групповой секс. Повстречавшись с бывшей женой Бига, Кэрри была неприятно поражена её красотой, умом и сексапильностью. Друг Шарлотты хочет, чтобы к их паре присоединилась ещё одна девушка. А ничего не подозревающую Саманту приглашает в гости супружеская пара. |            |                                                                         |                  |                                |                 |
| 9 | 9          | «Черепаха и кролик» «The Turtle & The Hare»                             | Майкл Филдс      | Николь Аврил и Сью Колински    | 2 августа 1998  |
| Биг сообщает Кэрри, что больше не совершит такого опрометчивого поступка, как женитьба. Саманта стала встречаться с мужчиной своих лет, немного медлительным, но достаточно симпатичным... Миранда рассказала подругам, что у неё теперь новое увлечение - гораздо лучше любого парня. Это - "Кролик" |            |                                                                         |                  |                                |                 |
| 10 | 10         | «Радости материнства» «The Baby Shower»                                 | Сьюзен Зейделман | Терри Мински                   | 9 августа 1998  |
| Кэрри кажется, что она беременна. Теперь ей предстоит решить сложную задачу - хочет ли она этого ребёнка. Шарлотта с ужасом думает о том, что у неё никогда может не быть дочери, о которой она мечтала всю свою жизнь... |            |                                                                         |                  |                                |                 |
| 11 | 11         | «Засуха» «The Drought»                                                  | Мэттью Харрисон  | Майкл Грин и Майкл Патрик Кинг | 16 августа 1998 |
| Так случилось, что Кэрри решила никогда больше не впускать в свою постель мистера Бига. События последних трех месяцев вообще заставляют Миранду задуматься о том, что она может никогда больше не делить постель с мужчиной. А Шарлотта решает, что её партнер должен быть в большей степени интеллектуален, нежели сексуален... |            |                                                                         |                  |                                |                 |
| 12 | 12         | «Вера умирает последней» «Oh, Come All Ye Faithful»                     | Мэттью Харрисон  | Майкл Патрик Кинг              | 23 августа 1998 |
| Кэрри мечтает познакомиться с матерью мистера Бига и для этого приходит на воскресную проповедь в церковь, куда мистер Биг и его мать ходят каждое воскресенье. Миранда начинает встречаться с ортодоксальным католиком, а Саманта влюбляется и вынуждена выбирать между хорошим сексом и любовью. |            |                                                                         |                  |                                |                 |